# Pandanjila
 (août 2019).
Pandanjila, Pandajila, Pandanzela ou Pandanzila est un nom personnel bantou utilisé au Bas-Congo ou au Kasai en République démocratique du Congo. Panda signifie « briser », et njila « chemin », et ensemble « celui qui trace les chemins ; celui qui urbanise ».
C'est aussi une divinité du Candomblé Angola. Elle se définit comme un équivalent bantou de Eshu (parfois même comme sa femme) et patronne les routes (comme son nom l'indique), la sexualité, les carrefours et la magie. Elle répond le plus souvent au nom de Pambu Njila.